# Дякон, Ярослав Андреевич
Ярослав Андреевич Дякон (укр. Ярослав Андрійович Дякон; 2 февраля 1913, Девятники — 9 ноября 1948, Гринев) — деятель ОУН-УПА, полковник, референт Службы безопасности ОУН(б) по Львовской области, исполняющий обязанности главы СБ ОУН с января 1947 по ноябрь 1948 годов. Кавалер Серебряного Креста Заслуги УПА (1947). Известен под псевдонимами «Дмитро», «Мирон», «Семён», «Дон», «9-98».

## Биография
Родился 2 февраля 1913 в селе Девятники (ныне Стрыйский район Львовской области) в зажиточной крестьянской семье. Имел троих братьев: Василия (служил в украинском шуцманшафте, за дезертирство расстрелян весной 1944 года), Михаила (примкнул к УПА, убит в ноябре 1944 года у Великих Глебовичей) и Ивана (призван в РККА, проходил службу в Таджикской ССР, репрессирован). Сестра — Екатерина, с матерью и своими тремя детьми в 1949 году сослана в Красноярский край.
Член «Пласта» с молодости; курень «Степные волки» (укр. Степові вовки). Окончил четыре класса гимназии и учился во Львовской учительской семинарии. С 1929 по 1940 годы преподавал в школах деревень Девятники и Юшковцы. В Бобрском повяте был лидером ОУН, с 31 августа 1937 по 9 марта 1938 пребывал в польской тюрьме за антигосударственную деятельность. Преподавал физику в селе Юшковцы после присоединения Западной Украины к СССР. Во время немецкой оккупации некоторое время работал в комендатуре шуцполиции Бобрки.
В 1942 году стал референтом Службы безопасности Львовской области. В звании майора ОУН работал в референтурах СБ ОУН(б), координировал работу в Галичине, Волыни и Подолье. Отвечал за места укрытия Романа Шухевича. Антифашистами, пережившими бандеровские пытки, характеризовался как человек, отличавшийся чрезвычайной жестокостью и деспотизмом, который устраивал пытки арестованным и либо убивал их сам, либо присутствовал при исполнении смертных приговоров.
Награждён Серебряным Крестом Заслуги УПА в 1947 году.
10 ноября 1948 погиб во время штурма схрона спецгруппой МГБ у деревни Гринев (Бобрковский район Львовской области).
В 1993 году на месте гибели Я. Дякона установлен крест, а позже открыт памятник. В феврале 2013 года в Девятниках прошли памятные мероприятия в средней школе, носящей имя Я. Дякона.

### На украинском
- Мірчук П. Нарис історії ОУН 1920—1939 роки. — К. : Українська Видавнича Спілка, 2007. — 1006 с. — ISBN 966-410-001-3.
- Онишко Л. В. Дякон Ярослав // Енциклопедія історії України : у 10 т. / редкол.: В. А. Смолій (голова) та ін. ; Інститут історії України НАН України. — К. : Наук. думка, 2004. — Т. 2 : Г — Д. — С. 510. — ISBN 966-00-0405-2.
- Онишко Л. В. Дякон Ярослав Андрійович // Енциклопедія сучасної України / Нац. акад. наук України, Наук. т-во ім. Шевченка, Ін-т енциклопедичних дослід. НАН України. — Редкол. І. М. Дзюба (співголова) , А. І. Жуковський (співголова) (та ін.). — К. : [б. в.], 2008. — Т. 8: Дл — Дя, додаток: А — Г. — 716 с. — 10000 прим. — ISBN 978-966-02-4458-0. — С. 583.

### На русском
- А.П.Паршев, В.Н.Степаков. Против Мельника и Бандеры. Партизанская война на Западной Украине в 1944-1952 гг. // Когда началась и когда закончилась Вторая мировая. — Москва: Эксмо, Яуза, 2007. — 576 с.